# Euxoa fallax
Euxoa fallax là một loài bướm đêm trong họ Noctuidae.